# かけがえのないもの (ZARDの曲)
「かけがえのないもの」は、ZARDの38作目のシングル。

## 背景
表題曲は、TBS系『恋するハニカミ!』のテーマソングとして使用された。また同番組の2004年6月9日放送分にて、坂井による番組に対する動画コメントが放送された。初ツアー中に収録された映像である。
2004年ライブツアー最終日の日本武道館公演のアンコールのみで披露され、「かけがえのないもの」の最初で最後の生歌となった（ただし原曲キーではなくキーを下げての披露）。初のライブツアーを収めたDVD『What a beautiful moment』には未収録であり、歌唱映像は2016年現在でも未だ未発表である。
当初6月2日発売予定だったが、生産上の都合により、3週間遅れての発売となった。

## 制作、音楽性

### かけがえのないもの
詞はライヴ終了後の帰り道、移動の車の中で感じた事を中心に書かれた。
コーラス参加は大田紳一郎、大野愛果、竹井詩織里。ギターを大賀好修と綿貫正顕が、ベースを麻井寛史が担当している。
作曲を担当した大野愛果は後に、2013年12月発売のアルバム『Silent Passage』でセルフカバー。

### 無我夢中
歌詞は、敬語を多用している。
元々は『止まっていた時計が今動き出した』の収録曲として制作され完成していた曲であり（最終的には没となった）、今回の収録にあたってnightclubbersによりリアレンジ（リミックス）が施されたものに仕上がっている。

### 永遠 (What a beautiful moment Tour Opening Ver.)
1997年に発表した「永遠」のオーケストラによるインストバージョン。アレンジは池田大介の手によるもの。
自身初のライブツアーのオープニング時にも使用され、DVD『What a beautiful moment』にも収録された。

## 記録
2007年に行われたファン投票では総合3位（シングル曲で1位）となり、ベストアルバム『ZARD Request Best 〜beautiful memory〜』に収録された。

## 収録曲
1. かけがえのないもの
作詞：坂井泉水
作曲：大野愛果
編曲：小林哲
2. 無我夢中
作詞：坂井泉水
作曲：大野愛果
編曲：nightclubbers
3. 永遠 (What a beautiful moment Tour Opening Ver.)
作曲：徳永暁人
編曲：池田大介
4. かけがえのないもの（Instrumental）
  - コーラスあり。

## 楽曲の収録アルバム
- 君とのDistance（#1）
- Soffio di vento 〜Best of IZUMI SAKAI Selection〜（#1）
- ZARD Request Best 〜beautiful memory〜（#1）
- ZARD Single Collection 〜20TH ANNIVERSARY〜（#1,2,3）
- ZARD Forever Best 〜25th Anniversary〜（#1）
- ZARD Best Request 〜35th Anniversary〜（#1）